# Ясногорка (Ровненская область)
Ясногорка (укр. Ясногірка) — село в Вировской сельской общине Сарненского района Ровненской области Украины.
Население по переписи 2001 года составляло 1521 человек. Почтовый индекс — 34553. Телефонный код — 3655. Код КОАТУУ — 5625486803.